# Saneczkarstwo na Zimowych Igrzyskach Olimpijskich Młodzieży 2020
Zawody w saneczkarstwie na Zimowych Igrzyskach Olimpijskich Młodzieży 2020 odbyły się na torze St. Moritz-Celerina Olympic Bobrun w Sankt Moritz.
Zawodnicy i zawodniczki rywalizowali w pięciu konkurencjach: jedynkach mężczyzn, jedynkach kobiet, dwójkach mężczyzn, dwójkach kobiet oraz drużynowo. Zawody zostały rozegrane między 17 a 20 stycznia 2020 roku.

## Terminarz
| Data             | Godzina | Konkurencja       | Złoto                                                                      | Srebro                                                                    | Brąz                                                                  |
| ---------------- | ------- | ----------------- | -------------------------------------------------------------------------- | ------------------------------------------------------------------------- | --------------------------------------------------------------------- |
| 18 stycznia 2020 | 9:45    | Jedynki chłopców  | Gints Bērziņš                                                              | Pawieł Riepiłow                                                           | Timon Grancagnolo                                                     |
| 17 stycznia 2020 | 9:40    | Jedynki dziewcząt | Merle Fräbel                                                               | Jessica Degenhardt                                                        | Diana Łoginowa                                                        |
| 17 stycznia 2020 | 11:50   | Dwójki chłopców   | Niemcy Moritz Jäger · Valentin Steudte                                     | Łotwa Kaspars Rinks · Ardis Liepiņš                                       | Rosja Michaił Karnałchow · Jurij Czirwa                               |
| 18 stycznia 2020 | 12:00   | Dwójki dziewcząt  | Niemcy Jessica Degenhardt · Vanessa Schneider                              | Kanada Caitlin Nash · Natalie Corless                                     | Łotwa Viktorija Ziediņa · Selīna Elizabete Zvilna                     |
| 20 stycznia 2020 | 9:30    | Zawody drużynowe  | Rosja Diana Łoginowa · Pawieł Riepiłow · Michaił Karnałchow · Jurij Czirwa | Niemcy Merle Fräbel · Timon Grancagnolo · Moritz Jäger · Valentin Steudte | Łotwa Justīne Maskale · Gints Bērziņš · Kaspars Rinks · Ardis Liepiņš |

## Wyniki

### Jedynki chłopców
| Pozycja | Numer startowy | Zawodnik           | Kraj                 | Ślizg 1         | Pozycja         | Ślizg 2         | Pozycja         | Czas            | Strata          |
| ------- | -------------- | ------------------ | -------------------- | --------------- | --------------- | --------------- | --------------- | --------------- | --------------- |
|         | 14             | Gints Bērziņš      | Łotwa                | 54.036          | 1               | 54.009          | 1               | 1:48.045        |                 |
|         | 5              | Pawieł Riepiłow    | Rosja                | 54.175          | 2               | 54.054          | 2               | 1:48.229        | +0.184          |
|         | 12             | Timon Grancagnolo  | Niemcy               | 54.433          | 3               | 54.403          | 3               | 1:48.836        | +0.791          |
| 4       | 7              | Pascal Kunze       | Niemcy               | 54.519          | 5               | 54.442          | 4               | 1:48.961        | +0.916          |
| 5       | 16             | Alex Gufler        | Włochy               | 54.506          | 4               | 54.543          | 5               | 1:49.049        | +1.004          |
| 6       | 11             | Kaspars Rinks      | Łotwa                | 54.693          | 7               | 54.789          | 6               | 1:49.482        | +1.437          |
| 7       | 9              | Florian Tanzer     | Austria              | 54.593          | 6               | 54.957          | 10              | 1:49.550        | +1.505          |
| 8       | 10             | Noah Kallan        | Austria              | 54.736          | 8               | 54.910          | 8               | 1:49.646        | +1.601          |
| 9       | 2              | Matthew Greiner    | Stany Zjednoczone    | 54.897          | 9               | 54.833          | 7               | 1:49.730        | +1.685          |
| 10      | 8              | Siergiej Bondariew | Rosja                | 54.992          | 10              | 54.935          | 9               | 1:49.927        | +1.882          |
| 11      | 3              | Łasza Mtczedliani  | Gruzja               | 55.365          | 14              | 55.126          | 11              | 1:50.491        | +2.446          |
| 12      | 27             | Marcin Kiełbasa    | Polska               | 55.301          | 12              | 55.276          | 12              | 1:50.577        | +2.532          |
| 13      | 13             | Ołeh-Roman Pyłypiw | Ukraina              | 55.446          | 15              | 55.293          | 13              | 1:50.739        | +2.694          |
| 14      | 20             | Bao Zhenyu         | Chiny                | 55.239          | 11              | 55.666          | 14              | 1:50.905        | +2.860          |
| 15      | 24             | Hunter Harris      | Stany Zjednoczone    | 55.725          | 18              | 55.880          | 16              | 1:51.605        | +3.560          |
| 16      | 6              | Dávid Lihoň        | Słowacja             | 55.462          | 16              | 56.446          | 21              | 1:51.908        | +3.863          |
| 17      | 28             | Darius Şerban      | Rumunia              | 55.345          | 13              | 56.652          | 24              | 1:51.997        | +3.952          |
| 18      | 21             | Hunter Burke       | Nowa Zelandia        | 56.285          | 21              | 55.744          | 15              | 1:52.029        | +3.984          |
| 19      | 15             | Vratislav Varga    | Słowacja             | 55.983          | 19              | 56.149          | 17              | 1:52.132        | +4.087          |
| 20      | 1              | Luka Mtczedliani   | Gruzja               | 56.119          | 20              | 56.343          | 19              | 1:52.462        | +4.417          |
| 21      | 23             | Hamza Pleho        | Bośnia i Hercegowina | 56.334          | 22              | 56.303          | 18              | 1:52.637        | +4.592          |
| 22      | 19             | Jakub Vepřovský    | Czechy               | 56.515          | 23              | 56.397          | 20              | 1:52.912        | +4.867          |
| 23      | 4              | Lukas Peccei       | Włochy               | 55.636          | 17              | 57.404          | 26              | 1:53.040        | +4.995          |
| 24      | 22             | Yeh Meng-jhe       | Chińskie Tajpej      | 56.615          | 24              | 56.516          | 23              | 1:53.131        | +5.086          |
| 25      | 26             | Yang Shih-hsun     | Chińskie Tajpej      | 57.319          | 26              | 56.497          | 22              | 1:53.816        | +5.771          |
| 26      | 17             | Milen Milanow      | Bułgaria             | 57.018          | 25              | 57.509          | 27              | 1:54.527        | +6.482          |
| 27      | 25             | Marius Goncear     | Mołdawia             | 57.783          | 27              | 56.860          | 25              | 1:54.643        | +6.598          |
| DNS     | 18             | Nedjalko Iwanow    | Bułgaria             | Nie wystartował | Nie wystartował | Nie wystartował | Nie wystartował | Nie wystartował | Nie wystartował |

### Jedynki dziewcząt
| Pozycja | Numer startowy | Zawodniczka           | Kraj              | Ślizg 1 | Pozycja | Ślizg 2 | Pozycja | Czas     | Strata |
| ------- | -------------- | --------------------- | ----------------- | ------- | ------- | ------- | ------- | -------- | ------ |
|         | 8              | Merle Fräbel          | Niemcy            | 55.011  | 1       | 54.676  | 1       | 1:49.687 |        |
|         | 11             | Jessica Degenhardt    | Niemcy            | 55.171  | 3       | 54.724  | 2       | 1:49.895 | +0.208 |
|         | 3              | Diana Łoginowa        | Rosja             | 55.155  | 2       | 54.811  | 3       | 1:49.966 | +0.279 |
| 4       | 4              | Caitlin Nash          | Kanada            | 55.483  | 5       | 55.075  | 4       | 1:50.558 | +0.871 |
| 5       | 1              | Julianna Tunycka      | Ukraina           | 55.425  | 4       | 55.151  | 5       | 1:50.576 | +0.889 |
| 6       | 10             | Corina Buzățoiu       | Rumunia           | 55.646  | 8       | 55.227  | 7       | 1:50.873 | +1.186 |
| 7       | 5              | Kailey Allan          | Kanada            | 55.704  | 10      | 55.211  | 6       | 1:50.915 | +1.228 |
| 8       | 2              | Barbara Allmaier      | Austria           | 55.657  | 9       | 55.296  | 8       | 1:50.953 | +1.266 |
| 9       | 9              | Jelizawieta Jurczenko | Rosja             | 55.566  | 6       | 55.441  | 9       | 1:51.007 | +1.320 |
| 10      | 13             | Justīne Maskale       | Łotwa             | 55.597  | 7       | 55.510  | 11      | 1:51.107 | +1.420 |
| 11      | 14             | Zane Kaluma           | Łotwa             | 55.789  | 11      | 55.478  | 10      | 1:51.267 | +1.580 |
| 12      | 7              | Nadia Falkensteiner   | Włochy            | 55.912  | 13      | 55.676  | 12      | 1:51.588 | +1.901 |
| 13      | 12             | Madlen Loss           | Austria           | 55.830  | 12      | 55.814  | 14      | 1:51.644 | +1.957 |
| 14      | 6              | Katharina Putzer      | Włochy            | 56.138  | 15      | 55.775  | 13      | 1:51.913 | +2.226 |
| 15      | 19             | McKenna Mazlo         | Stany Zjednoczone | 56.045  | 14      | 56.047  | 16      | 1:52.092 | +2.405 |
| 16      | 16             | Anna Bryk             | Polska            | 56.510  | 18      | 55.960  | 15      | 1:52.470 | +2.783 |
| 17      | 15             | Nikola Trembošová     | Słowacja          | 56.293  | 16      | 56.189  | 18      | 1:52.482 | +2.795 |
| 18      | 24             | Ella Cox              | Nowa Zelandia     | 56.424  | 17      | 56.171  | 17      | 1:52.595 | +2.908 |
| 19      | 22             | Bianka Petríková      | Słowacja          | 56.658  | 20      | 56.322  | 19      | 1:52.980 | +3.293 |
| 20      | 21             | Anna Čežíková         | Czechy            | 56.604  | 19      | 56.395  | 20      | 1:52.999 | +3.312 |
| 21      | 20             | Ema Kovačič           | Słowenia          | 57.109  | 22      | 57.139  | 21      | 1:54.248 | +4.561 |
| 22      | 17             | Yuki Ishikawa         | Japonia           | 57.654  | 23      | 57.402  | 22      | 1:55.056 | +5.369 |
| 23      | 18             | Våril Tangnes         | Norwegia          | 56.731  | 21      | 58.622  | 23      | 1:55.353 | +5.666 |
| 24      | 23             | Adriana Adam          | Mołdawia          | 58.779  | 24      | 59.199  | 24      | 1:57.978 | +8.291 |

### Dwójki chłopców
| Pozycja | Numer startowy | Zawodnicy                       | Kraj              | Ślizg 1          | Pozycja          | Ślizg 2          | Pozycja          | Czas             | Strata           |
| ------- | -------------- | ------------------------------- | ----------------- | ---------------- | ---------------- | ---------------- | ---------------- | ---------------- | ---------------- |
|         | 2              | Moritz Jäger Valentin Steudte   | Niemcy            | 54.824           | 1                | 54.825           | 2                | 1:49.649         |                  |
|         | 4              | Kaspars Rinks Ardis Liepiņš     | Łotwa             | 54.971           | 2                | 54.980           | 3                | 1:49.951         | +0.302           |
|         | 5              | Michaił Karnałchow Jurij Czirwa | Rosja             | 55.698           | 6                | 54.627           | 1                | 1:50.325         | +0.676           |
| 4       | 1              | Kacper Imiołek Łukasz Maćkała   | Polska            | 55.467           | 3                | 55.545           | 4                | 1:51.012         | +1.363           |
| 5       | 7              | Vratislav Varga Metod Majerčák  | Słowacja          | 55.612           | 4                | 55.586           | 5                | 1:51.198         | +1.549           |
| 6       | 10             | Yang Shih-hsun Yeh Meng-jhe     | Chińskie Tajpej   | 55.948           | 7                | 55.911           | 6                | 1:51.859         | +2.210           |
| 7       | 9              | Milen Milanow Nedjalko Iwanow   | Bułgaria          | 56.580           | 8                | 57.185           | 7                | 1:53.765         | +4.116           |
| 8       | 3              | Sam Day Sam Eckert              | Stany Zjednoczone | 55.624           | 5                | 58.233           | 9                | 1:53.857         | +4.208           |
| 9       | 8              | Lovro Kovačič Tian Badžukov     | Słowenia          | 58.879           | 9                | 57.561           | 8                | 1:56.440         | +6.791           |
| DSQ     | 11             | Wadim Mikiewycz Bohdan Babura   | Ukraina           | Dyskwalifikacja  | Dyskwalifikacja  | Dyskwalifikacja  | Dyskwalifikacja  | Dyskwalifikacja  | Dyskwalifikacja  |
| DNS     | 6              | Răzvan Turea Sebastian Motzca   | Rumunia           | Nie wystartowali | Nie wystartowali | Nie wystartowali | Nie wystartowali | Nie wystartowali | Nie wystartowali |

### Dwójki dziewcząt
| Pozycja | Numer startowy | Zawodnicy                                 | Kraj              | Ślizg 1 | Pozycja | Ślizg 2 | Pozycja | Czas     | Strata |
| ------- | -------------- | ----------------------------------------- | ----------------- | ------- | ------- | ------- | ------- | -------- | ------ |
|         | 3              | Jessica Degenhardt Vanessa Schneider      | Niemcy            | 55.748  | 1       | 55.695  | 1       | 1:51.443 |        |
|         | 7              | Caitlin Nash Natalie Corless              | Kanada            | 56.294  | 4       | 56.415  | 2       | 1:52.709 | +1.266 |
|         | 6              | Viktorija Ziediņa Selīna Elizabete Zvilna | Łotwa             | 56.488  | 5       | 56.555  | 3       | 1:53.043 | +1.600 |
| 4       | 5              | Maya Chan Reannyn Weiler                  | Stany Zjednoczone | 56.145  | 3       | 57.095  | 6       | 1:53.240 | +1.797 |
| 5       | 11             | Nikola Domowicz Dominika Piwkowska        | Polska            | 56.705  | 6       | 56.781  | 4       | 1:53.486 | +2.043 |
| 6       | 1              | Natalja Korotajewa Wiktorija Czirkowa     | Rosja             | 56.087  | 2       | 58.292  | 10      | 1:54.379 | +2.936 |
| 7       | 2              | Bianka Petríková Nikola Trembošová        | Słowacja          | 57.742  | 10      | 57.026  | 5       | 1:54.768 | +3.325 |
| 8       | 10             | Petra Tolomey Daria Căciulan              | Rumunia           | 57.488  | 9       | 57.303  | 7       | 1:54.791 | +3.348 |
| 9       | 4              | Markéta Nováková Anna Vejdělková          | Czechy            | 56.790  | 8       | 58.068  | 9       | 1:54.858 | +3.415 |
| 10      | 8              | Nadija Antoniuk Ołeksandra Moch           | Ukraina           | 56.773  | 7       | 58.530  | 11      | 1:55.303 | +3.860 |
| 11      | 9              | Adriana Adam Aliona Busuioc               | Mołdawia          | 58.079  | 11      | 57.709  | 8       | 1:55.788 | +4.345 |

### Drużynowo
| Pozycja | Numer startowy | Zawodnicy                                                           | Kraj                           | Jedynki dziewcząt | Jedynki chłopców | Dwójki           | Czas             | Strata           |
| ------- | -------------- | ------------------------------------------------------------------- | ------------------------------ | ----------------- | ---------------- | ---------------- | ---------------- | ---------------- |
|         | 12–1 12–2 12–3 | Diana Łoginowa Pawieł Riepiłow Michaił Karnałchow / Jurij Czirwa    | Rosja                          | 56.632            | 58.266           | 59.174           | 2:54.072         |                  |
|         | 13–1 13–2 13–3 | Merle Fräbel Timon Grancagnolo Moritz Jäger / Valentin Steudte      | Niemcy                         | 56.598            | 58.812           | 59.212           | 2:54.622         | +0.550           |
|         | 11–1 11–2 11–3 | Justīne Maskale Gints Bērziņš Kaspars Rinks / Ardis Liepiņš         | Łotwa                          | 57.477            | 57.908           | 59.569           | 2:54.954         | +0.882           |
| 4       | 10–1 10–2 10–3 | Kailey Allan Alex Gufler Caitlin Nash / Natalie Corless             | Włochy/ Kanada                 | 57.718            | 58.918           | 1:00.991         | 2:57.627         | +3.555           |
| 5       | 2–1 2–2 2–3    | Corina Buzățoiu Darius Şerban Răzvan Turea / Sebastian Motzca       | Rumunia                        | 57.941            | 1:00.016         | 1:00.325         | 2:58.282         | +4.210           |
| 6       | 4–1 4–2 4–3    | Julianna Tunycka Ołeh-Roman Pyłypiw Wadim Mikiewycz / Bohdan Babura | Ukraina                        | 57.766            | 59.748           | 1:01.230         | 2:58.744         | +4.672           |
| 7       | 9–1 9–2 9–3    | McKenna Mazlo Matthew Greiner Maya Chan / Reannyn Weiler            | Stany Zjednoczone              | 58.047            | 59.955           | 1:01.177         | 2:59.179         | +5.107           |
| 8       | 6–1 6–2 6–3    | Ella Cox Hunter Burke Yang Shih-hsun / Yeh Meng-jhe                 | Nowa Zelandia/ Chińskie Tajpej | 59.137            | 1:00.747         | 1:01.061         | 3:00.945         | +6.873           |
| 9       | 8–1 8–2 8–3    | Anna Bryk Marcin Kiełbasa Kacper Imiołek / Łukasz Maćkała           | Polska                         | 58.970            | 1:02.947         | 1:00.868         | 3:02.785         | +8.713           |
| 10      | 3–1 3–2 3–3    | Anna Čežíková Jakub Vepřovský Markéta Nováková / Anna Vejdělková    | Czechy                         | 59.352            | 1:02.086         | 1:02.126         | 3:03.564         | +9.492           |
| 11      | 1–1 1–2 1–3    | Yuki Ishikawa Marius Goncear Adriana Adam / Aliona Busuioc          | Japonia/ Mołdawia              | 59.947            | 1:02.221         | 1:03.587         | 3:05.755         | +11.683          |
| DSQ     | 7–1 7–2 7–3    | Nikola Trembošová Dávid Lihoň Vratislav Varga / Metod Majerčák      | Słowacja                       | Dyskwalifikacja   | Dyskwalifikacja  | Dyskwalifikacja  | Dyskwalifikacja  | Dyskwalifikacja  |
| DNS     | 5–1 5–2 5–3    | Ema Kovačič Bao Zhenyu Lovro Kovačič / Tian Badžukov                | Słowenia/ Chiny                | Nie wystartowali  | Nie wystartowali | Nie wystartowali | Nie wystartowali | Nie wystartowali |

## Klasyfikacja medalowa
| Miejsce | Państwo | złoto | srebro | brąz | Razem |
| ------- | ------- | ----- | ------ | ---- | ----- |
| 1.      | Niemcy  | 3     | 2      | 1    | 6     |
| 2.      | Łotwa   | 1     | 1      | 2    | 4     |
| 2.      | Rosja   | 1     | 1      | 2    | 4     |
| 4.      | Kanada  | 0     | 1      | 0    | 1     |